# Oberuckersee (commune)
Oberuckersee est une commune allemande de l'arrondissement d'Uckermark, Land de Brandebourg.

## Géographie
Oberuckersee se situe dans l'Uckermark. Seehausen est au bord du lac de l'Ucker supérieur ou Oberuckersee relié par un ruisseau au Potzlowsee, où se trouve Potzlow.
La commune comprend les quartiers de Blankenburg, Potzlow, Seehausen et Warnitz.
| Nordwestuckermark | Prenzlau     | Uckerfelde |
| Gerswalde         | Oberuckersee | Gramzow    |
| Flieth-Stegelitz  | Angermünde   |            |

Seehausen et Warnitz se trouvent sur la ligne d'Angermünde à Stralsund.

## Histoire
La commune est créée le 31 décembre 2001 à la suite de la fusion des municipalités de Blankenburg, Potzlow, Seehausen et Warnitz.